# Michael Braun (Fußballspieler, 1958)
Michael Braun (* 15. Juni 1958 in Olbernhau) ist ein ehemaliger deutscher Fußballspieler in der Abwehr. Er spielte für die BSG Energie Cottbus in der DDR-Oberliga.

## Karriere
Braun spielte in seiner Jugend bei der BSG Aktivist Schwarze Pumpe. Anschließend wechselte 1975 zur BSG Energie Cottbus. Dort debütierte er im Pokalspiel gegen die BSG Chemie Velten am 13. August 1977, welches Cottbus mit 1:6 gewann. Seinen ersten Einsatz mit der Herrenmannschaft in der zweitklassigen DDR-Liga hatte Braun in der Saison 1978/79. Jedoch kam er in dieser Spielzeit nur auf drei Spiele. In den folgenden zwei Saisons kam er 1979/80 auf 22 und 1980/81 auf 18 Einsätze. 1980/81 erzielte er auch sein erstes Ligator für Cottbus. Nach dem anschließenden Aufstieg in die DDR-Oberliga wurde Braun in der Spielzeit 1981/82 zehnmal eingesetzt. 1982/83 kam er nach dem Abstieg in die DDR-Liga nur noch auf drei Einsätze in der ersten Mannschaft und absolvierte zudem vier Spiele für die Vertretung in der Bezirksliga, wo er einmal traf. 1983 wechselte Braun zu seinem Jugendverein, der BSG Aktivist Schwarze Pumpe, für den er teilweise auch in der DDR-Liga spielte. Anschließend ging er 1990 zum SC Siemensstadt, wo er bis 1993 blieb. Danach wurde Braun vom FSV Hoyerswerda verpflichtet, wo er seine Profikarriere 1996 beendete.
Von 2003 bis 2004 wirkte Braun als Trainer beim BSV Cottbus-Ost. Danach trainierte er verschiedene Jugendmannschaften des FC Energie Cottbus. 2011 trat er eine Trainerstelle beim VfB 1921 Krieschow an, bevor er 2012 zum Oberligisten SG Blau-Gelb Laubsdorf ging. Seitdem sich der Verein 2013 von ihm getrennt hatte, trainierte er den SV Fichte Kunersdorf.
2013 bis 2023 wirkte Braun als Trainer des SV Fichte Kunersdorf in der Saison 2017/2018 erzielte er mit dem SV Fichte Kunersdorf den ersten Platz in der Kreisoberliga und stieg somit in die Landesklasse Süd auf. Die Landesklasse konnte Braun bis zu seinem Karriereende 2023 mit Kunersdorf halten.